# Cheumatopsyche mollala
Cheumatopsyche mollala är en nattsländeart som beskrevs av Ross 1941. Cheumatopsyche mollala ingår i släktet Cheumatopsyche och familjen ryssjenattsländor. Inga underarter finns listade i Catalogue of Life.